# Грузулак
„Грузулак“ (на английски: The Gruffalo) е детска книга в мерена реч от писателката Джулия Доналдсън, илюстрирана от художника Аксел Шефлър, която излиза за първи път през 1999 година във Великобритания от издателство Macmillan Children's Books. Книгата първо е издадена с твърди корици в 32 страници, шест месеца по-късно излиза и като издание с меки корици, а след това и в издание със страници от плътен, дебел картон, подходящо за най-малките деца. Книгата е ориентирана към децата на възраст от 3 до 7 години. Главните герои на книгата са страшното чудовище Грузулак и безстрашното Мишле.
От книгата са продадени над 10.5 милиона копия, спечелила е няколко награди за детска литература и на основата на нейния сюжет са създадени пиеси за Бродуей и Уест Енд. Аудиоверсия на книгата излиза през 2002 година, озвучена с гласа на Имелда Стонтън.
През февруари 2015 година книгата е издадена на български език от ИК „Жанет 45“ в превод на Паулина Бенатова и Манол Пейков. Преведена е и на още над 30 други езика.

## Награди
„Грузулак“ печели Златна награда „Nestlé Smarties Book Prize“ в категорията „Книги за деца от 0 до 5 години“. През 2000 година е най-добре продаваната илюстрирана книжка във Великобритания, печели наградата за детска литература „Nottingham/Experian Children's Book award“ и Наградата „Blue Peter“ в категория „Най-добра книга за четене на глас“. Аудиоверсията на книгата печели Приза за най-добра детска аудиокнига на Наградите „Spoken Book Awards“. През ноември 2009 слушателите на Радио „БиБиСи“ определят с гласуване „Грузулак“ за най-добрата книга за четене преди лягане. В проучване от 2010 година на британската благотворителна организация „Booktime“, книгата излиза на първо място в категорията на любимите детски книги.
През 2004 година Доналдсън и Шефлър пускат продължение на книгата, озаглавено „Детето на Грузулака“ (на английски: The Gruffalo's Child), която през 2005 година печели Наградата за най-добра детска книга на British Book Awards.